# Angela Moroșanu
Angela Moroșanu (* 26. Juli 1986 in Iași) ist eine ehemalige rumänische Leichtathletin, die im Sprint, Hürdenlauf sowie im Weitsprung an den Start ging.

## Sportliche Laufbahn
Erste Erfahrungen bei internationalen Meisterschaften sammelte Angela Moroșanu im Jahr 2002, als sie bei den Juniorenweltmeisterschaften in Jamaika mit der rumänischen 4-mal-400-Meter-Staffel in 3:39,95 min den sechsten Platz belegte. Im Jahr darauf gelangte sie bei den Jugendweltmeisterschaften im kanadischen Sherbrooke im 200-Meter-Lauf bis ins Halbfinale und schied dort mit 24,68 s aus und wurde zudem in der Sprintstaffel (1000 Meter) im Vorlauf disqualifiziert. Anschließend gewann sie beim Europäischen Olympischen Jugendfestival (EYOF) in Paris in 54,11 s die Silbermedaille im 400-Meter-Lauf und siegte dann in 24,86 s und 54,72 s über 200 und 400 Meter bei den Balkan-Juniorenmeisterschaften in Constanța. 2004 siegte sie in 24,20 s über 200 Meter bei den Balkan-Hallenmeisterschaften in Peania und gewann Anfang März bei den Hallenweltmeisterschaften in Budapest in 3:30,06 min gemeinsam mit Alina Rîpanu, Maria Rus und Ionela Târlea die Bronzemedaille in der 4-mal-400-Meter-Staffel hinter den Teams aus Russland und Belarus. Im Sommer belegte sie bei den Juniorenweltmeisterschaften in Grosseto in 63,10 s den achten Platz im 400-Meter-Hürdenlauf und gelangte mit der Staffel nach 3:35,51 min auf Rang sieben. Anschließend startete sie mit der Staffel bei den Olympischen Spielen in Athen und klassierte sich dort mit 3:26,81 min im Finale auf dem sechsten Platz.
2005 siegte sie in 23,70 s erneut über 200 Meter bei den Balkan-Hallenmeisterschaften in Peania und gewann dort zudem in 7,38 s die Silbermedaille im 60-Meter-Lauf. Anschließend erreichte sie bei den Halleneuropameisterschaften in Madrid das Halbfinale über 200 Meter und schied dort mit 23,63 s aus. Ende Juli gewann sie bei den Junioreneuropameisterschaften in Kaunas in 23,71 s die Bronzemedaille über 200 Meter und sicherte sich in 53,48 s auch Bronze im 400-Meter-Lauf. Zudem konnte sie das Rennen in der 4-mal-400-Meter-Staffel nicht beenden. Daraufhin verpasste sie bei den Weltmeisterschaften in Helsinki mit 3:30,97 min den Finaleinzug mit der Staffel und siegte im September in 11,89 s im 100-Meter-Lauf sowie in 24,42 s über 200 Meter bei den Balkan-Juniorenmeisterschaften in Katerini. Im Jahr darauf gewann sie bei den Balkan-Hallenmeisterschaften in Peania in 7,40 s und 53,41 s jeweils die Silbermedaille über 60 und 400 Meter und schied anschließend in beiden Disziplinen mit 7,33 s und 52,57 s im Semifinale bei den Hallenweltmeisterschaften in Moskau aus. Im August belegte sie bei den Europameisterschaften in Göteborg in 23,66 s den achten Platz über 200 Meter und schied im 400-Meter-Hürdenlauf mit 57,78 s im Halbfinale aus. 2007 gewann sie bei den Balkan-Hallenmeisterschaften in Piräus in 53,19 s die Silbermedaille über 400 Meter und gelangte anschließend bei den Halleneuropameisterschaften in Birmingham mit 51,93 s auf Rang vier. Mitte Juli siegte sie mit neuem Meisterschaftsrekord von 54,50 s über 400 Meter Hürden bei den U23-Europameisterschaften und belegte dort in 3:35,82 min den fünften Platz in der 4-mal-400-Meter-Staffel. Im Jahr darauf belegte sie bei den Hallenweltmeisterschaften in Valencia in 53,07 s den fünften Platz über 400 Meter und wurde im Staffelbewerb nach 3:36,79 min Fünfte. Im Sommer nahm sie im Hürdenlauf erneut an den Olympischen Spielen in Peking teil und gelangte dort bis ins Halbfinale, in dem sie mit 57,67 s ausschied.
2009 siegte sie in 7,48 s über 60 Meter bei den Balkan-Hallenmeisterschaften in Piräus und anschließend schied sie bei den Halleneuropameisterschaften in Turin mit 7,42 s im Semifinale aus. Sie startete dort auch im 60-Meter-Hürdenlauf und kam dort mit 8,35 s nicht über die Vorrunde hinaus. Im August erreichte sie bei den Weltmeisterschaften in Berlin das Finale über 400 Meter Hürden und klassierte sich dort mit 55,04 s auf dem achten Platz. Anschließend wurde sie beim IAAF World Athletics Final in Thessaloniki in 54,62 s Vierte. Im Jahr darauf wurde sie beim British Grand Prix, einem Stop der Diamond League, in 54,87 s Dritte über 400 Meter Hürden und Ende Juli belegte sie bei den Europameisterschaften in Barcelona in 54,58 s den fünften Platz im Hürdenlauf und gelangte mit der rumänischen Staffel nach 3:2,75 min auf Rang sechs. 2012 schied sie bei den Hallenweltmeisterschaften in Istanbul mit 8,24 s im Halbfinale über 60 Meter Hürden aus und gewann zudem in 3:33,41 min gemeinsam mit Alina Panainte, Adelina Pastor und Mirela Lavric die Bronzemedaille im Staffelbewerb hinter den Teams aus dem Vereinigten Königreich und den Vereinigten Staaten, nachdem der ursprünglich drittplatzierten Mannschaft aus Russland, die Bronzemedaille nachträglich wegen eines Dopingverstoßes aberkannt worden war. Ende Juni schied sie bei den Europameisterschaften in Helsinki mit 58,96 s im Halbfinale über 400 Meter Hürden aus und belegte mit der Staffel in 3:29,80 min den siebten Platz. Daraufhin nahm sie ein drittes Mal an den Olympischen Spielen in London teil und kam dort mit 56,64 s nicht über die erste Runde über die Hürden hinaus.
2013 siegte sie in 52,68 s über 400 Meter bei den Balkan-Hallenmeisterschaften in Istanbul und anschließend wurde sie bei den Halleneuropameisterschaften in Göteborg im Halbfinale disqualifiziert. Mitte Mai wurde sie beim Shanghai Golden Grand Prix in 53,85 s Zweite und stellte dort ihre persönliche Bestleistung auf. Im Jahr darauf siegte sie in 57,43 s bei den Balkan-Meisterschaften in Pitești über 400 Meter Hürden sowie in 3:31,02 min auch in der 4-mal-400-Meter-Staffel. Zudem gewann sie in 45,54 S die Silbermedaille in der 4-mal-100-Meter-Staffel. Anschließend kam sie bei den Europameisterschaften in Zürich mit 58,11 s nicht über die erste Runde über die Hürden hinaus und verpasste auch mit der 4-mal-400-Meter-Staffel mit 3:33,84 min den Finaleinzug. 2015 siegte sie in 55,70 s über 400 Meter bei den Balkan-Hallenmeisterschaften in Istanbul und siegte in 3:44,15 min auch mit der Staffel. Anfang August verteidigte sie dann bei den Freiluft-Balkan-Meisterschaften in Pitești in 57,88 s ihren Titel über die Hürden. Nach einem Jahr Wettkampfpause fokussierte sie sich auf den Weitsprung und schied 2017 bei den Halleneuropameisterschaften in Belgrad mit 5,98 m in der Qualifikationsrunde aus. Mitte Juli belegte sie bei den Balkan-Meisterschaften in Novi Pazar mit 6,29 m den vierten Platz und verpasste anschließend bei den Weltmeisterschaften in London mit 5,92 m den Finaleinzug. Im Jahr darauf gewann sie bei den Balkan-Hallenmeisterschaften in Istanbul mit 6,41 m die Silbermedaille und sicherte sich bei den Freiluftmeisterschaften in Stara Sagora mit 6,48 m die Bronzemedaille, ehe sie bei den Europameisterschaften in Berlin mit 6,55 m in der Qualifikationsrunde ausschied. Im Juli 2019 bestritt sie in Pitești ihren letzten offiziellen Wettkampf und beendete daraufhin ihre aktive sportliche Karriere im Alter von 33 Jahren.
In den Jahren von 2003 bis 2006 und 2012 wurde Moroșanu rumänische Meisterin im 200-Meter-Lauf sowie 2005 auch über 100 Meter. Zudem siegte sie von 2005 bis 2007 über 400 Meter und 2009, 2010, 2012 und 2014 und 2015 über 400 Meter Hürden. In der Halle siegte sie 2005, 2006, 2008 und 2009, 2012 und 2017 im 60-Meter-Lauf sowie 2004 und 2005 über 200 Meter. Zudem wurde sie 2006 und 2007 Hallenmeisterin über 400 Meter sowie 2008 und 2012 über 60 Meter Hürden und 2017 im Weitsprung.

## Persönliche Bestleistungen
- 100 Meter: 11,47 s (+1,3 m/s), 18. Juni 2005 in Florenz
  - 60 Meter (Halle): 7,30 s, 12. Februar 2005 in Bukarest (rumänischer U20-Rekord)
- 200 Meter: 22,91 s (+0,6 m/s), 29. Juni 2006 in Málaga
  - 200 Meter (Halle): 23,63 s, 5. März 2005 in Madrid
- 400 Meter: 52,48 s, 2. Juli 2005 in Bukarest
  - 400 Meter (Halle): 51,93 s, 3. März 2007 in Birmingham
- 400 m Hürden: 53,85 s, 18. Mai 2013 in Shanghai
  - 60 m Hürden (Halle): 8,11 s, 25. Februar 2012 in Bukarest
- Weitsprung: 6,66 m (+1,8 m/s), 8. Juli 2017 in Pitești
  - Weitsprung (Halle): 6,56 m, 19. Februar 2017 in Bukarest